# Rezerwat przyrody Grapa
Rezerwat przyrody Grapa – leśny rezerwat przyrody w Żywcu (województwo śląskie, powiat żywiecki), powołany w 1996 roku w celu ochrony naturalnych lasów liściastych, charakterystycznych dla Kotliny Żywieckiej, z licznym udziałem chronionych gatunków flory i fauny. Obszar rezerwatu objęty jest ochroną ścisłą.
Rezerwat obejmuje izolowany kompleks leśny o powierzchni 23,23 ha, położony na stromym zboczu, ponad potokami Młynówka i Okiel na północ od stacji kolejowej Żywiec Sporysz, w przedziale wysokości od 370 do 430 m n.p.m. Pod względem geograficznym znajduje się na Kotlinie Żywieckiej.
Florę rezerwatu przyrody Grapa tworzy:
- 11 gatunków wątrobowców,
- 70 gatunków mchów,
- 162 gatunki roślin naczyniowych,

w tym kilkanaście gatunków objętych ochroną prawną, m.in. parzydło leśne, kukułka Fuchsa, wawrzynek wilczełyko, skrzyp olbrzymi.
Zbiorowiska roślinne rezerwatu reprezentują trzy zespoły roślinności:
- Grąd subkontynentalny – dominujący zespół leśny, głównie w niższych i wilgotniejszych partiach rezerwatu, z drzewostanem tworzonym przez grab zwyczajny, dąb szypułkowy, lipę drobnolistną, z niewielkim udziałem klonu zwyczajnego, jaworu i jesiona wyniosłego; w warstwie krzewów dominują głóg jednoszyjkowy, leszczyna, trzmielina zwyczajna, kalina koralowa i dziki bez czarny; w runie o pokryciu 50-90 % występują głównie turzyca orzęsiona i bluszcz pospolity, a w górnej części rezerwatu kosmatka gajowa i wiechlina gajowa[2];
- Łęg jesionowy z jarzmianką większą – rzadko spotykany zespół leśny z drzewostanem tworzonym głównie przez jesion wyniosły, z dobrze rozwiniętą warstwą krzewów; w runie, o pokryciu 80-90%, oprócz gatunku charakterystycznego (jarzmianka większa) występują m.in. ziarnopłon wiosenny, świerząbek korzenny, szałwia lepka, miodunka ćma oraz rzadkie czyściec górski i czosnek wężowy[2];
- Zespół życicy trwałej i babki zwyczajnej – zespół nieleśny rozwijający się wzdłuż ścieżek[4].

W rezerwacie wytyczono przyrodniczą ścieżkę dydaktyczną. W jego dolnej części znajduje się skałka o wysokości 4 m, na której uprawiany był bouldering.

## Przypisy

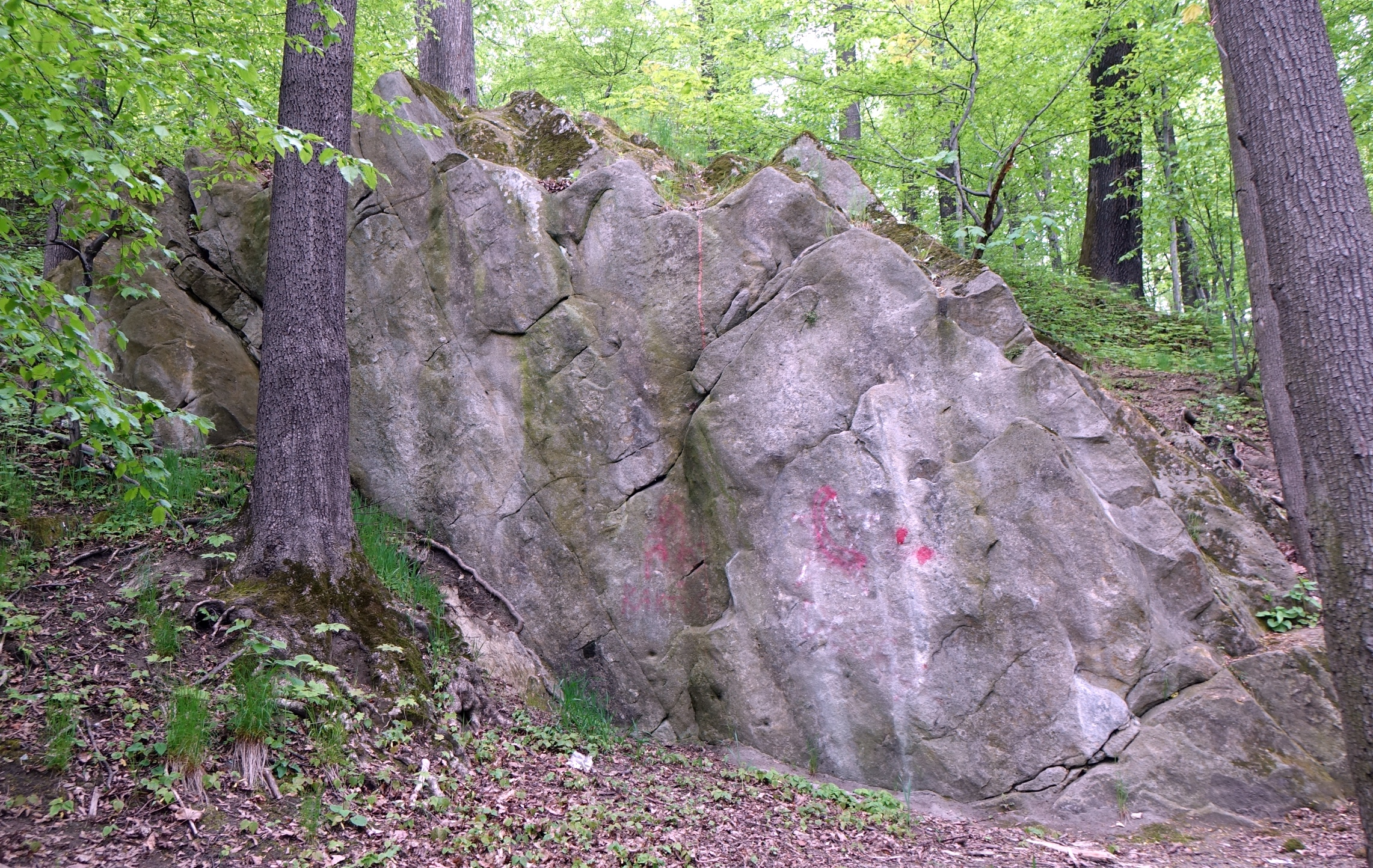
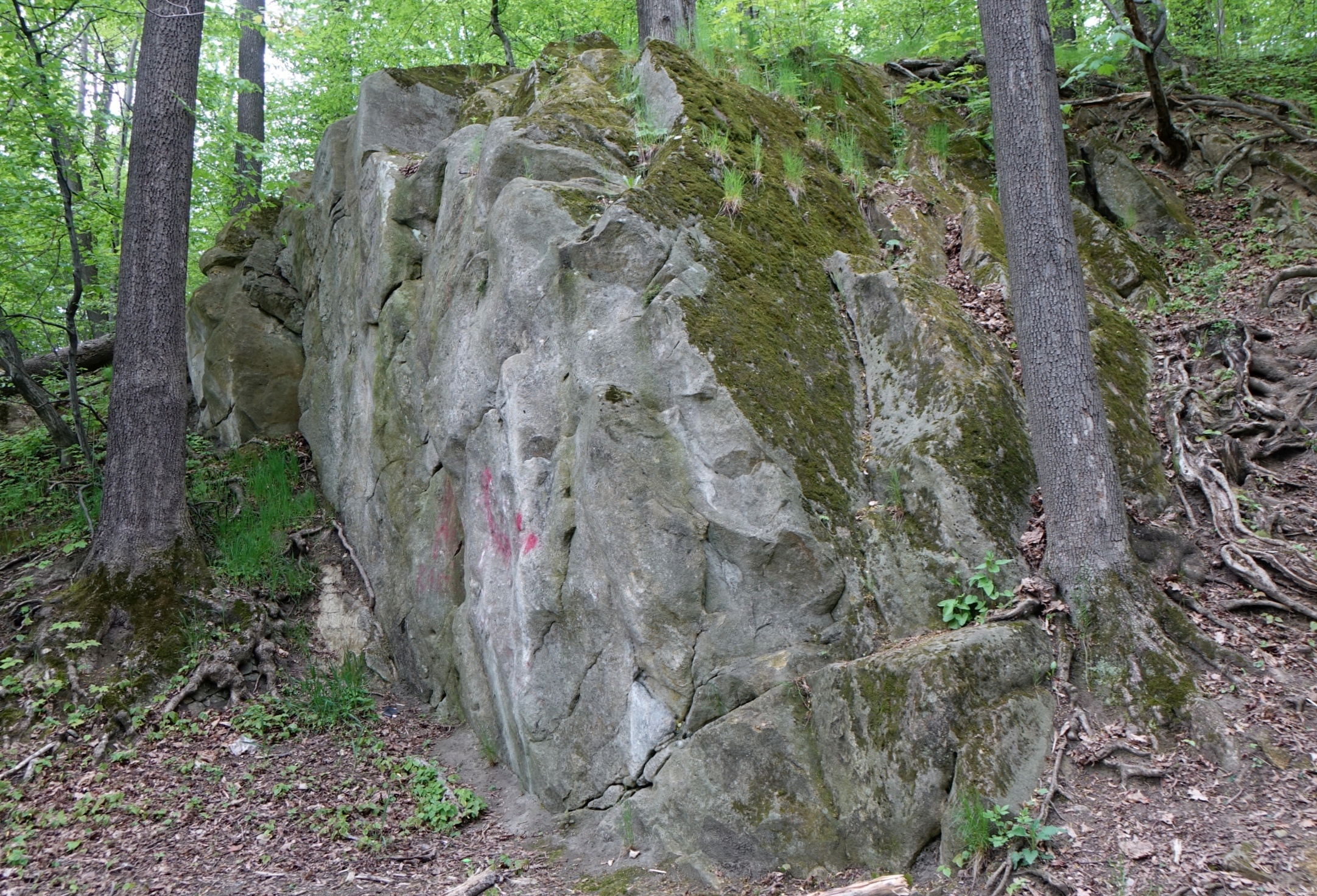
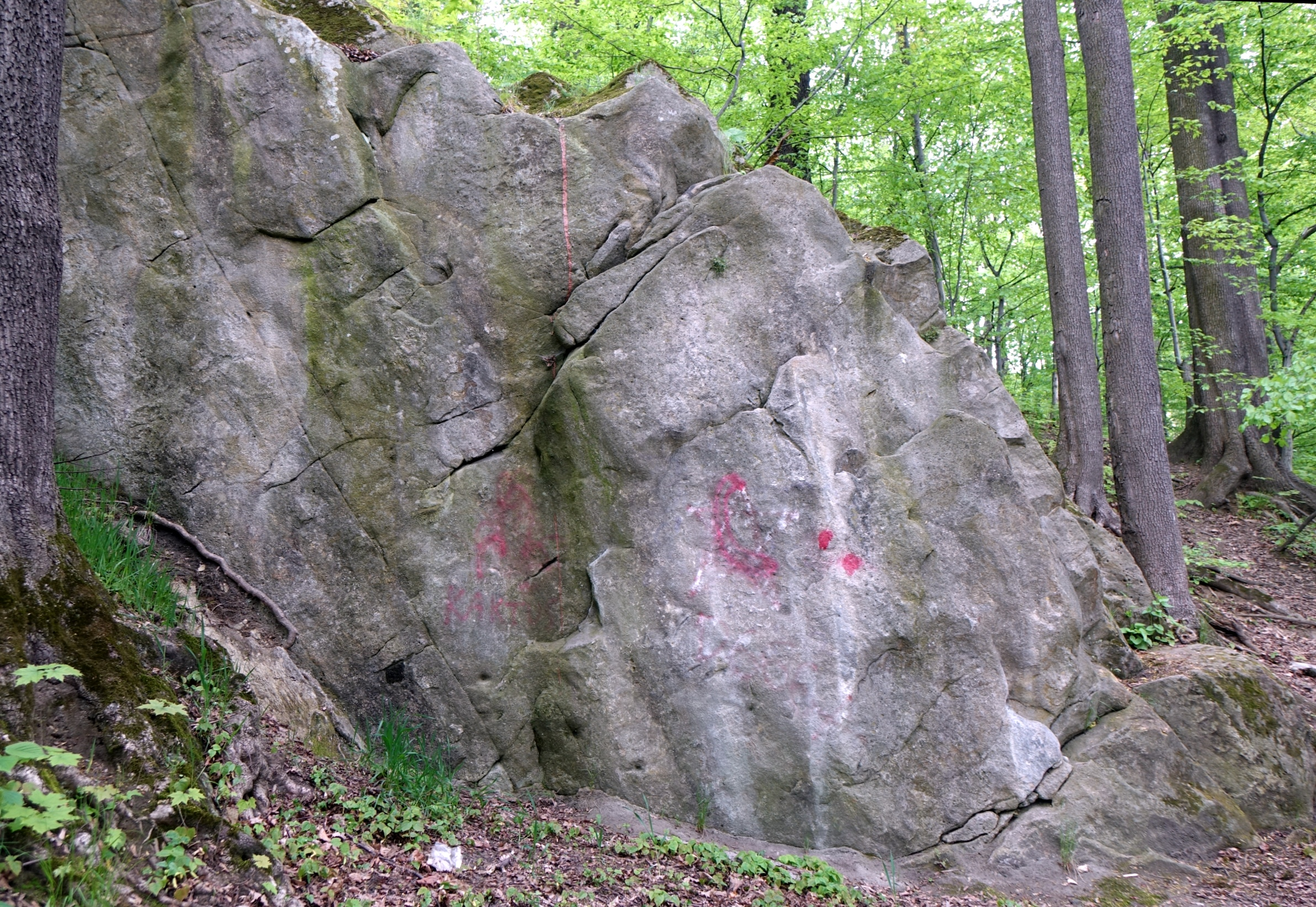